# Mark Joyce
Mark Joyce (Walsall; 11 de agosto de 1983) es un jugador profesional de snooker. Tuvo una excelente carrera amateur, ganó el Europeo Sub-19 de la UEFA en 2001, el Open de Inglaterra en 2005 y el Campeonato Inglés Amateur en 2006, superando 8-3 a Martin O'Donnell en la final.

## Carrera
- Temporada 2006-2007: Joyce tuvo una primera temporada con muchos incidentes en la gira y no pudo calificar para los eventos más importantes. Terminó la temporada ubicado en 73a.

- Temporada 2007-2008: Inició la temporada con dos victorias en la clasificación para el Masters de Shanghái antes de perder estrechamente 5-4 contra el veterano John Parrott en la penúltima ronda de clasificación. Después de no conseguir la clasificación para el Trofeo de Irlanda del Norte, Joyce ganó tres partidos para llegar a la ronda final de clasificación del Campeonato del Reino Unido antes de ser derrotado por 9-2 ante Ian McCulloch. En el resto de la temporada no tuvo grandes novedades ya que no pudo clasificarse para la Copa de Malta, Abierto de Gales y el Abierto de China. Terminó la temporada al perder en la tercera ronda de clasificación del Campeonato del Mundo. Sus actuaciones durante el año permitieron que ascendiera al puesto 59.

- Temporada 2008-2009: Comenzó con una victoria por 5-0 contra Patrick Wallace y después sufrió una derrota 5-0 frente a Judd Trump en el primer evento puntuable de la temporada, el Trofeo de Irlanda del Norte. A partir de ahí siguió en ascenso hasta llegar a la ronda final del Masters de Shanghái. Luego tuvo otra victoria y una derrota en el Grand Prix después de haber superado una competición eliminatoria y el mismo resultado en el Campeonato de Baréin. Su mejor actuación de la temporada fue en el torneo de clasificación para el Masters, donde llegó a la final y perdió 1-6 con Judd Trump. La temporada terminó para Joyce con una derrota 10-6 frente a Patrick Wallace en su primer partido de la fase de clasificación del Campeonato del Mundo. A pesar de esto, subió dos lugares en el ranking y terminó en el puesto 57.

- 2009-2010: Empezó con una derrota por 5-2 frente a Joe Jogia en la clasificación para el Masters de Shanghái. Luego vinieron triunfos frente a Andrew Norman, Michael Barry y Hawkins clasificando al Grand Prix. Se mostró defensivo ante John Higgins y fue derrotado 5-1. En el resto de la temporada hasta el Campeonato del Mundo tuvo sólo dos victorias en tres torneos de clasificación. En la clasificación para el Campeonato del Mundo, ganó 10-9 a Jimmy Robertson en la 3ª ronda de clasificación y luego derrotó a Michael Judge 10.08 para llegar a un encuentro final contra Jamie Cope por un lugar en el cuadro final, en ese partido perdió 10-5.

- Temporada 2010-2011: Joyce logró clasificarse para las fases televisadas del Campeonato del Reino Unido por primera vez en su carrera, superando el seis veces campeón del mundo de Steve Davis 9-2 en la ronda final de calificación. Llegó a los cuartos de final de un torneo de puntuación por primera vez en su carrera al derrotar a Ali Carter 9-6 y a Judd Trump de 9-7. En cuartos de final, perdió 7-9 con Mark Williams.